# BL-16-inch-Mk-I-Schiffsgeschütz
Das 16-inch (406 mm) Mk I Schiffsgeschütz war ein Marinegeschütz das in den 1920er Jahren für die britische Royal Navy gebaut wurde und auf den Schiffen der Nelson-Klasse zum Einsatz kam.

## Geschichte
Das 16 inch bzw. 406-mm Geschütz war ursprünglich für die nie gebauten Schlachtkreuzer G3-Klasse vorgesehen. Als der Bau dieser Schiffe aufgrund des Washingtoner Flottenvertrages aufgeben wurde, wurden die bereits bestellten Geschütze in leicht modifizierter Form auf den beiden Schlachtschiffen Nelson und Rodney, eingesetzt.

## Technik
Die Konstruktion der Dreifach-Geschütztürme war ein Bruch mit der bisherigen britischen Praxis und sollte vor allem Magazinexplosionen verhindern wie bei der Zerstörung von drei Schlachtkreuzern in der Skagerrakschlacht. Die Türme wurden hydraulisch mit leichtem Mineralöl anstelle der üblichen Flüssigkeit auf Wasserbasis bewegt. Es gab eine Pumpe pro Turm, die von einer 750-PS-Dampfmaschine angetrieben wurde, aber jeder Turm konnte auf die anderen Pumpen zurückgreifen, die sich in der festen Struktur mit Akkumulatoren in den Pumpenräumen und in den Türmen befanden. Die Elevation erfolgte über Hydraulikzylinder und Kolben, die mit dem Schlitten verbunden waren. Jeder Turm verfügte über zwei 400 PS starke Taumelscheiben-Drehmotoren mit Schneckengetriebe, von denen jeweils immer nur einer in Betrieb war. Die 18.852 mm langen Geschütze hatten einen Seitenrichtbereich von 60 bis 165 Grad abhängig von ihrer Position auf dem Schiff. Die Kanonen selbst wogen 109.733 kg und hatten bei einer maximalen Elevation von 40° und einer Mündungsgeschwindigkeit von 797 m/s eine Reichweite von 36.375 m.

### Munition
Ursprünglich standen nur panzerbrechende Granaten (APC) zur Verfügung. Ab Mitte 1943 wurden jedoch pro Geschütz fünf Hochexplosivgeschosse (HE) mit Zeitzündern mitgeführt.
|               | AP                                                                            | HE                                                                            |
| ------------- | ----------------------------------------------------------------------------- | ----------------------------------------------------------------------------- |
| Gesamtgewicht | 929 kg                                                                        | 929 kg                                                                        |
| Treibladung   | 225,9 kg modifiziertes Kordit (MD45) 224,5 kg Lösemittelfreies Kordit (SC280) | 225,9 kg modifiziertes Kordit (MD45) 224,5 kg Lösemittelfreies Kordit (SC280) |
| Sprengkopf    | 23,2 kg TNT                                                                   | 23,2 kg TNT                                                                   |